# فهرست مناطق کلان‌شهر هند
فهرست مناطق کلان‌شهر هند (انگلیسی: List of metropolitan areas in India) فهرستی از مناطق کلان‌شهر بر اساس جمعیت در هند است. متمم هفتاد و چهارم قانون اساسی هند یک منطقه کلان‌شهری را اینگونه تعریف می‌کند:

ناحیه ای که دارای جمعیتی بالغ بر ۱۰ لک یا یک میلیون نفر یا بیشتر باشد، متشکل از یک یا تعداد بیشتری منطقه بوده و دارای دو یا تعداد بیشتری حوزه شهرداری یا شورای محلی یا دیگر نواحی به هم پیوسته باشد، توسط فرماندار با اعلان عمومی به عنوان منطقه کلان‌شهر تعیین شده باشد.

## فهرست
| منطقه کلان‌شهری                     | ایالت/قلمرو                         | دورنمای شهری | جمعیت      | جمعیت | ناحیه     | ناحیه    |
| منطقه کلان‌شهری                     | ایالت/قلمرو                         | دورنمای شهری | شمار       | تا    | km2       | sq mi    |
| ---------------------------------- | ----------------------------------- | ------------ | ---------- | ----- | --------- | -------- |
| منطقه پایتخت ملی                   | دهلی، هاریانا، اوتار پرادش، راجستان |              | ۴۶٬۰۶۹٬۰۰۰ | ۲۰۱۱  | ۵۵٬۰۸۳    | ۲۱٬۲۶۸   |
| بمبئی                              | مهاراشترا                           |              | ۲۳٬۵۹۸٬۰۰۰ | ۲۰۱۱  | ۶٬۳۲۸     | ۲٬۴۴۳    |
| چنای                               | تامیل نادو                          |              | ۱۵٬۹۰۰٬۰۰۰ | ۲۰۱۸  | ۵٬۹۰۴     | ۲٬۲۸۰    |
| کلکته                              | بنگال غربی                          |              | ۱۵٬۱۳۴٬۰۰۰ | ۲۰۲۲  | ۱٬۸۸۷     | ۷۲۹      |
| سازمان توسعه منطقه کلان‌شهری بنگلور | کرناتکه                             |              | ۱۳٬۱۹۳٬۰۰۰ | ۲۰۲۲  | ۸٬۰۰۵     | ۳٬۰۹۱    |
| حیدر آباد                          | تلانگانا                            |              | ۱۰٬۵۳۴٬۰۰۰ | ۲۰۲۲  | ۷٬۲۵۷     | ۲٬۸۰۲    |
| پونه                               | مهاراشترا                           |              | ۱۰٬۰۸۹٬۹۱۶ | ۲۰۲۲  | ۷٬۲۵۶     | ۲٬۸۰۲    |
| احمدآباد                           | گجرات                               |              | ۸٬۴۵۰٬۰۰۰  | ۲۰۲۲  | ۱٬۸۶۶     | ۷۲۰      |
| سورت                               | گجرات                               |              | ۷٬۷۸۴٬۰۰۰  | ۲۰۲۲  | ۳٬۲۶۱     | ۱٬۲۵۹    |
| ویساکاپاتنام                       | آندرا پرادش                         |              | ۶٬۰۰۰٬۰۰۰  | ۲۰۲۲  | ۷٬۳۲۹     | ۲٬۸۳۰    |
| منطقه پایتخت آندرا پرادش           | آندرا پرادش                         |              | ۵٬۸۷۳٬۵۸۸  | ۲۰۱۱  | ۸٬۳۵۲٫۶۹  | ۳٬۲۲۴٫۹۹ |
| جیپور                              | راجستان                             |              | ۴٬۱۰۷٬۰۰۰  | ۲۰۲۲  | ۴٬۸۷۳     | ۱٬۸۸۱    |
| کالیکوت                            | کرالا                               |              | ۳٬۹۲۱٬۰۰۰  | ۲۰۲۲  | ۹۴۴       | ۳۶۴      |
| کوچی                               | کرالا                               |              | ۳٬۳۰۱٬۰۰۰  | ۲۰۲۲  | ۴۴۰       | ۱۷۰      |
| کان‌پور                             | اوتار پرادش                         |              | ۳٬۱۹۰٬۰۰۰  | ۲۰۲۲  | ۴۰۳       | ۱۵۶      |
| ناگپور                             | مهاراشترا                           |              | ۲٬۹۹۱٬۰۰۰  | ۲۰۲۲  | ۳٬۵۶۷     | ۱٬۳۷۷    |
| کویمباتور                          | تامیل نادو                          |              | ۲٬۹۳۵٬۰۰۰  | ۲۰۲۲  | ۸۸۸       | ۳۴۳      |
| تریواندروم                         | کرالا                               |              | ۲٬۷۹۳٬۰۰۰  | ۲۰۲۲  | ۳۱۰       | ۱۲۰      |
| سیلم                               | تامیل نادو                          |              | ۲٬۴۶۳٬۳۶۷  | ۲۰۲۲  | ۱٬۲۶۵٫۱۹۷ | ۴۸۸٫۴۹۵  |
| ناسیک                              | مهاراشترا                           |              | ۲٬۱۸۰٬۰۰۰  | ۲۰۲۲  | ۲۵۹٫۱۳    | ۱۰۰٫۰۵   |
| مادورای                            | تامیل نادو                          |              | ۱٬۷۹۹٬۰۰۰  | ۲۰۲۲  | ۲۴۷       | ۹۵       |
| مالاپورام                          | کرالا                               |              | ۱٬۷۲۹٬۵۲۲  | ۲۰۲۲  | ۸۵۸       | ۳۳۱      |
| رایپور                             | چتیسگر                              |              | ۱٬۷۶۰٬۰۰۰  | ۲۰۲۲  | ۱٬۰۰۰     | ۳۹۰      |
| جوداپور                            | راجستان                             |              | ۲٬۳۰۰٬۰۰۰  | ۲۰۲۲  | ۱٬۰۰۵     | ۳۸۸      |